# Lid
Lid är ett gammalt ord som betyder backe eller bergssluttning. Ordet ingår i många ortnamn, både ett flertal Liden på olika ställen i Sverige men också i sammansatta namn på orter och platser såsom Lillgranbergsliden eller Liatorp. Lida friluftsområde i Stockholm är ett annat exempel. Man kan även prata om ett gynnsamt lidläge för jordbruksmark. Det traditionella genuset är femininum, och ordet kommer ur fornnordiska hlíð.
Ordet lid, hlid eller lið används också i fornnordiska och medeltida militära sammanhang, kanske med betydelsen "Krigsfölje". Bland annat ser vissa en koppling till ordet Hird och termerna hlid eller lið används i danska källor för krigare som följde Knut den store.
Även de svenska landskapslagarna använder ordet i detta sammanhang:
| ”                             | "Nu bjuder konungen ut lid och ledung, han bjuder ut rodd och redskap; då skall man namnge hamn och stam och styrman och alla roddare" (Nu biuþer kunungar liþ och leþung utt, biuþær utt roþ ok reþ, þa skal næmpnæ hampn ok stampn ok styriman ok hasætæ allæ). | „ |
| – Upplandslagen (1200-talet). | |   |

Ordet finns även med i sammansatta ord såsom Þingalið (The Thingmen) som var en stående armé i tjänst hos Englands kungar under perioden 1013–1066 som till största delen bestod av skandinaver.
Ortnamnet Lida som kommer från lid och förekommer i Sörmland (14 platser), Östergötland (2 platser), Småland (12 platser), och Västergötland (8 platser).